# Јулијан Нагелсман
Јулијан Нагелсман (Ландсберг на Леху, 23. јул 1987) јесте немачки фудбалски тренер и бивши фудбалер. Тренутно је селектор репрезентације Немачке.

## Статистика тренерске каријере
Ажурирано 19. марта 2023.
| Клуб          | Од                | До             | Учинак | Учинак | Учинак | Учинак | Учинак | Учинак | Учинак | Учинак | Реф.  |
| Клуб          | Од                | До             | ОУ     | П      | Н      | И      | ДГ     | ПГ     | ГР     | П %    | Реф.  |
| ------------- | ----------------- | -------------- | ------ | ------ | ------ | ------ | ------ | ------ | ------ | ------ | ----- |
| Хофенхајм     | 11. фебруар 2016. | 30. јун 2019.  | 136    | 55     | 43     | 38     | 257    | 197    | +60    | 040,44 | [ 2 ] |
| РБ Лајпциг    | 1. јул 2019.      | 30. јун 2021.  | 95     | 54     | 22     | 19     | 193    | 108    | +85    | 056,84 | [ 3 ] |
| Бајерн Минхен | 1. јул 2021.      | 24. март 2023. | 84     | 60     | 14     | 10     | 255    | 84     | +171   | 071,43 | [ 4 ] |
| Свеукупно     | Свеукупно         | Свеукупно      | 315    | 169    | 79     | 67     | 705    | 389    | +316   | 053,65 | —     |

## Успеси

### Као тренер
РБ Лајпциг
- Финалиста Купа Немачке : 2020/21.

Бајерн Минхен
- Бундеслига (1) : 2021/22.
- Суперкуп Немачке (2) : 2021, 2022.[5]

#### Појединачни
- Тренер сезоне у избору ВДВ-а (Немачка) (1) : 2016/17.[6]
- Немачки фудбалски тренер године (1) : 2017.[7]
- Треће место на гласању за добитника Уефине награде за тренера године : 2019/20.[8]